# 藤豆腐柴
藤豆腐柴（学名：Premna scandens）为马鞭草科豆腐柴属下的一个种。

## 扩展阅读
- 維基物種上的相關：藤豆腐柴